# Christoph Thun-Hohenstein
Christoph Thun-Hohenstein (* 16. února 1960, Wolfsberg, Korutany) je rakouský právník, diplomat, umělecký manažer a publicista.

## Život
Narodil se 16. února 1960 v korutanském městě Wolfsberg jako Christoph Paul Norbert hrabě z Thun-Hohensteina a Sardagny.
Maturoval v roce 1978 na Akademickém gymnázium ve Vídni a promoval v roce 1982 (doktor právních věd) a v roce 1983 (doktor politických věd a dějin umění) na Vídeňské univerzitě.
V letech 1984 až 1993 byl šéfem diplomatických služeb Rakouského ministerstva zahraničí mj. v Abidžanu, Ženevě a Bonna, v roce 1993 se „rozhodujícím způsobem ovlivnil právní náležitosti přistoupení Rakouska do EU“ a následně publikoval opakovaně vydanou standardní práci Europarecht (Evropské právo).
V letech 1999 až 2007 vedl Rakouské kulturní fórum v New Yorku a poté působil ve Vídni jako umělecký manažer.
Od 1. září 2011 řídí Umělecko průmyslové muzeum (MAK) ve Vídni (v roce 2016 byla jeho smlouva prodloužena o pět let).

## Vyznamenání
- 2016: Vyznamenání za zásluhy o Vídeň

## Práce
- THUN-HOHENSTEIN, Christoph. Europarecht. Wien: Manz, 2008. ISBN 978-3-214-10215-9. (německy)
- THUN-HOHENSTEIN, Christoph. Die Angst des Bürgers vor Europa. Wien: Ibera & Molden, 1996. ISBN 3-900436-29-0. (německy)
- THUN-HOHENSTEIN, Christoph. Der Vertrag von Amsterdam. Wien: Christoph Thun-Hohenstein / Manz, 1997. ISBN 3-214-06148-8. (německy)
- THUN-HOHENSTEIN, Christoph; SCHALLENBERG, Alexander. Die EU-Präsidentschaft Österreichs. Wien: Manz, 1999. ISBN 3-214-01939-2. (německy)*